# 姉体村
姉体村（あねたいむら）は、昭和29年（1954年）まで岩手県胆沢郡にあった村。現在の奥州市水沢姉体町および水沢上姉体にあたる。

## 地理
- 河川：北上川

## 沿革
- 明治8年（1875年）10月17日 - 水沢県による村落統合にともない、上姉体村・須江村・堤尻村が合併して秋成村に、下姉体村と六日入村が合併して白山村になる。
- 明治22年（1889年）4月1日 - 町村制施行にともない、秋成村のうち旧上姉体村域と白山村のうち旧下姉体村域が合併して姉体村が発足。
- 昭和29年（1954年）4月1日 - 水沢町・佐倉河村・真城村および江刺郡黒石村・羽田村と合併し、水沢市となる。

## 行政
- 歴代村長

| 代     | 氏名         | 就任                       | 退任                       | 備考 |
| ------ | ------------ | -------------------------- | -------------------------- | ---- |
| 1      | 佐々木藤四郎 | 明治22年（1889年）5月28日  | 明治25年（1892年）3月20日  |      |
| 2      | 及川善作     | 明治25年（1892年）4月1日   | 明治29年（1896年）3月31日  |      |
| 3      | 立野新吾     | 明治29年（1896年）4月25日  | 明治32年（1899年）5月20日  |      |
| 4      | 及川大治     | 明治32年（1899年）6月13日  | 明治34年（1901年）3月31日  |      |
| 5      | 岩淵誠       | 明治34年（1901年）7月9日   | 明治35年（1902年）2月6日   |      |
| 6      | 立野新吾     | 明治35年（1902年）4月7日   | 明治36年（1903年）8月22日  | 再任 |
| 7      | 倉成保蔵     | 明治36年（1903年）9月14日  | 明治38年（1905年）3月11日  |      |
| 8      | 岩淵誠       | 明治38年（1905年）5月15日  | 明治40年（1907年）6月22日  | 再任 |
| 9      | 佐々木清太郎 | 明治40年（1907年）7月12日  | 明治40年（1907年）11月24日 |      |
| 10     | 立野新吾     | 明治41年（1908年）1月22日  | 明治44年（1911年）2月13日  | 三任 |
| 11     | 安彦鶴松     | 明治44年（1911年）4月27日  | 明治45年（1912年）4月12日  |      |
| 12〜13 | 安彦清       | 明治45年（1912年）4月17日  | 大正5年（1916年）1月12日   |      |
| 14     | 及川正巳     | 大正5年（1916年）1月24日   | 大正8年（1933年）8月23日   |      |
| 15     | 安彦清       | 大正8年（1919年）10月23日  | 大正10年（1921年）5月7日   | 再任 |
| 16     | 倉成畄兵衛   | 大正10年（1921年）6月13日  | 大正13年（1924年）6月10日  |      |
| 17     | 安彦清       | 大正13年（1924年）7月4日   | 昭和2年（1927年）7月19日   | 三任 |
| 18     | 鈴木久吉     | 昭和2年（1927年）8月19日   | 昭和6年（1931年）3月8日    |      |
| 19〜20 | 安彦清       | 昭和6年（1931年）3月29日   | 昭和10年（1935年）5月13日  | 四任 |
| 21〜22 | 及川正巳     | 昭和10年（1935年）5月18日  | 昭和13年（1938年）12月17日 | 再任 |
| 23     | 倉成畄兵衛   | 昭和13年（1938年）12月23日 | 昭和16年（1941年）5月19日  |      |
| 24〜25 | 岡元多門     | 昭和16年（1941年）6月17日  | 昭和21年（1946年）4月20日  |      |
| 26     | 菊地福蔵     | 昭和21年（1946年）9月28日  | 昭和22年（1947年）4月8日   |      |
| 27     | 柏山和孝     | 昭和22年（1947年）4月9日   | 昭和25年（1950年）3月15日  |      |
| 28     | 菊地福蔵     | 昭和25年（1950年）4月21日  | 昭和25年（1950年）7月30日  | 再任 |
| 29     | 板屋泰治     | 昭和25年（1950年）8月29日  | 昭和29年（1954年）3月31日  |      |

## 教育
- 姉体村立姉体小学校 - のち合併で水沢市立姉体小学校。現奥州市立姉体小学校。
- 姉体村立姉体中学校 - のち合併で水沢市立姉体中学校。統合で水沢市立南中学校を経て、現奥州市立水沢南中学校。